# Luigi Vinci
Luigi Vinci (Roma, 29 maggio 1939) è un politico italiano, esponente di Avanguardia Operaia, di Democrazia Proletaria, di Rifondazione Comunista, già senatore e poi parlamentare europeo.

## Biografia
In gioventù milita nei Gruppi Comunisti Rivoluzionari (GCR), che abbandona nel 1968 partecipando poi alla fondazione di Avanguardia Operaia, di cui è fra i principali dirigenti nazionali. Con la fusione tra Avanguardia Operaia e la minoranza del Partito di Unità Proletaria per il Comunismo, nel 1978 partecipa al processo della nascita di Democrazia Proletaria come partito. 
Allo scioglimento di DP entra in Rifondazione Comunista; con tale nuovo partito viene stato eletto senatore nella circoscrizione Lombardia alle elezioni politiche del 1992 e poi deputato europeo alle elezioni del 1994, venendo riconfermato nel 1999. A Strasburgo è stato vicepresidente della Commissione per le libertà pubbliche e gli affari interni; membro della Commissione per i problemi economici e monetari e la politica industriale; della Commissione temporanea per l'occupazione e della Delegazione per le relazioni con i paesi membri dell'ASEAN, il Sud-Est asiatico e la Repubblica di Corea. Ha fatto parte del gruppo Sinistra Unitaria Europea/Sinistra Verde Nordica (GUE/NGL). Conclude il proprio mandato europarlamentare nel 2004.